# Русинек, Ян
Ян Руси́нек (пол. Jan Rusinek, 2 декабря 1950) — польский математик и шахматный композитор-этюдист, международный гроссмейстер (1992) и международный арбитр по шахматной композиции (1983).
Начиная с 1969 года, опубликовал более 100 этюдов, к 1990 году завоевал 25 первых призов, 15 вторых. 8 его этюдов вошли в «Альбомы ФИДЕ». Был редактором раздела этюдов польского шахматного журнала Szachy с 1971 года и вплоть до закрытия журнала в 1990 году, после чего руководит аналогичным разделом в ежемесячнике Szachista. В 1990-е годы Русинек представлял Польшу в Комиссии ФИДЕ по шахматной композиции.

## Избранные этюды
|   | a | b | c | d | e | f | g | h |   |
| - | --- | --- | --- | --- | --- | --- | --- | --- | - |
| 8 | c8 белый король · c7 белая пешка · d7 чёрный конь · e7 чёрный король · g7 белая пешка · a6 белая пешка · b6 белая пешка · c4 чёрный слон · c3 чёрный конь | c8 белый король · c7 белая пешка · d7 чёрный конь · e7 чёрный король · g7 белая пешка · a6 белая пешка · b6 белая пешка · c4 чёрный слон · c3 чёрный конь | c8 белый король · c7 белая пешка · d7 чёрный конь · e7 чёрный король · g7 белая пешка · a6 белая пешка · b6 белая пешка · c4 чёрный слон · c3 чёрный конь | c8 белый король · c7 белая пешка · d7 чёрный конь · e7 чёрный король · g7 белая пешка · a6 белая пешка · b6 белая пешка · c4 чёрный слон · c3 чёрный конь | c8 белый король · c7 белая пешка · d7 чёрный конь · e7 чёрный король · g7 белая пешка · a6 белая пешка · b6 белая пешка · c4 чёрный слон · c3 чёрный конь | c8 белый король · c7 белая пешка · d7 чёрный конь · e7 чёрный король · g7 белая пешка · a6 белая пешка · b6 белая пешка · c4 чёрный слон · c3 чёрный конь | c8 белый король · c7 белая пешка · d7 чёрный конь · e7 чёрный король · g7 белая пешка · a6 белая пешка · b6 белая пешка · c4 чёрный слон · c3 чёрный конь | c8 белый король · c7 белая пешка · d7 чёрный конь · e7 чёрный король · g7 белая пешка · a6 белая пешка · b6 белая пешка · c4 чёрный слон · c3 чёрный конь | 8 |
| 7 | c8 белый король · c7 белая пешка · d7 чёрный конь · e7 чёрный король · g7 белая пешка · a6 белая пешка · b6 белая пешка · c4 чёрный слон · c3 чёрный конь | c8 белый король · c7 белая пешка · d7 чёрный конь · e7 чёрный король · g7 белая пешка · a6 белая пешка · b6 белая пешка · c4 чёрный слон · c3 чёрный конь | c8 белый король · c7 белая пешка · d7 чёрный конь · e7 чёрный король · g7 белая пешка · a6 белая пешка · b6 белая пешка · c4 чёрный слон · c3 чёрный конь | c8 белый король · c7 белая пешка · d7 чёрный конь · e7 чёрный король · g7 белая пешка · a6 белая пешка · b6 белая пешка · c4 чёрный слон · c3 чёрный конь | c8 белый король · c7 белая пешка · d7 чёрный конь · e7 чёрный король · g7 белая пешка · a6 белая пешка · b6 белая пешка · c4 чёрный слон · c3 чёрный конь | c8 белый король · c7 белая пешка · d7 чёрный конь · e7 чёрный король · g7 белая пешка · a6 белая пешка · b6 белая пешка · c4 чёрный слон · c3 чёрный конь | c8 белый король · c7 белая пешка · d7 чёрный конь · e7 чёрный король · g7 белая пешка · a6 белая пешка · b6 белая пешка · c4 чёрный слон · c3 чёрный конь | c8 белый король · c7 белая пешка · d7 чёрный конь · e7 чёрный король · g7 белая пешка · a6 белая пешка · b6 белая пешка · c4 чёрный слон · c3 чёрный конь | 7 |
| 6 | c8 белый король · c7 белая пешка · d7 чёрный конь · e7 чёрный король · g7 белая пешка · a6 белая пешка · b6 белая пешка · c4 чёрный слон · c3 чёрный конь | c8 белый король · c7 белая пешка · d7 чёрный конь · e7 чёрный король · g7 белая пешка · a6 белая пешка · b6 белая пешка · c4 чёрный слон · c3 чёрный конь | c8 белый король · c7 белая пешка · d7 чёрный конь · e7 чёрный король · g7 белая пешка · a6 белая пешка · b6 белая пешка · c4 чёрный слон · c3 чёрный конь | c8 белый король · c7 белая пешка · d7 чёрный конь · e7 чёрный король · g7 белая пешка · a6 белая пешка · b6 белая пешка · c4 чёрный слон · c3 чёрный конь | c8 белый король · c7 белая пешка · d7 чёрный конь · e7 чёрный король · g7 белая пешка · a6 белая пешка · b6 белая пешка · c4 чёрный слон · c3 чёрный конь | c8 белый король · c7 белая пешка · d7 чёрный конь · e7 чёрный король · g7 белая пешка · a6 белая пешка · b6 белая пешка · c4 чёрный слон · c3 чёрный конь | c8 белый король · c7 белая пешка · d7 чёрный конь · e7 чёрный король · g7 белая пешка · a6 белая пешка · b6 белая пешка · c4 чёрный слон · c3 чёрный конь | c8 белый король · c7 белая пешка · d7 чёрный конь · e7 чёрный король · g7 белая пешка · a6 белая пешка · b6 белая пешка · c4 чёрный слон · c3 чёрный конь | 6 |
| 5 | c8 белый король · c7 белая пешка · d7 чёрный конь · e7 чёрный король · g7 белая пешка · a6 белая пешка · b6 белая пешка · c4 чёрный слон · c3 чёрный конь | c8 белый король · c7 белая пешка · d7 чёрный конь · e7 чёрный король · g7 белая пешка · a6 белая пешка · b6 белая пешка · c4 чёрный слон · c3 чёрный конь | c8 белый король · c7 белая пешка · d7 чёрный конь · e7 чёрный король · g7 белая пешка · a6 белая пешка · b6 белая пешка · c4 чёрный слон · c3 чёрный конь | c8 белый король · c7 белая пешка · d7 чёрный конь · e7 чёрный король · g7 белая пешка · a6 белая пешка · b6 белая пешка · c4 чёрный слон · c3 чёрный конь | c8 белый король · c7 белая пешка · d7 чёрный конь · e7 чёрный король · g7 белая пешка · a6 белая пешка · b6 белая пешка · c4 чёрный слон · c3 чёрный конь | c8 белый король · c7 белая пешка · d7 чёрный конь · e7 чёрный король · g7 белая пешка · a6 белая пешка · b6 белая пешка · c4 чёрный слон · c3 чёрный конь | c8 белый король · c7 белая пешка · d7 чёрный конь · e7 чёрный король · g7 белая пешка · a6 белая пешка · b6 белая пешка · c4 чёрный слон · c3 чёрный конь | c8 белый король · c7 белая пешка · d7 чёрный конь · e7 чёрный король · g7 белая пешка · a6 белая пешка · b6 белая пешка · c4 чёрный слон · c3 чёрный конь | 5 |
| 4 | c8 белый король · c7 белая пешка · d7 чёрный конь · e7 чёрный король · g7 белая пешка · a6 белая пешка · b6 белая пешка · c4 чёрный слон · c3 чёрный конь | c8 белый король · c7 белая пешка · d7 чёрный конь · e7 чёрный король · g7 белая пешка · a6 белая пешка · b6 белая пешка · c4 чёрный слон · c3 чёрный конь | c8 белый король · c7 белая пешка · d7 чёрный конь · e7 чёрный король · g7 белая пешка · a6 белая пешка · b6 белая пешка · c4 чёрный слон · c3 чёрный конь | c8 белый король · c7 белая пешка · d7 чёрный конь · e7 чёрный король · g7 белая пешка · a6 белая пешка · b6 белая пешка · c4 чёрный слон · c3 чёрный конь | c8 белый король · c7 белая пешка · d7 чёрный конь · e7 чёрный король · g7 белая пешка · a6 белая пешка · b6 белая пешка · c4 чёрный слон · c3 чёрный конь | c8 белый король · c7 белая пешка · d7 чёрный конь · e7 чёрный король · g7 белая пешка · a6 белая пешка · b6 белая пешка · c4 чёрный слон · c3 чёрный конь | c8 белый король · c7 белая пешка · d7 чёрный конь · e7 чёрный король · g7 белая пешка · a6 белая пешка · b6 белая пешка · c4 чёрный слон · c3 чёрный конь | c8 белый король · c7 белая пешка · d7 чёрный конь · e7 чёрный король · g7 белая пешка · a6 белая пешка · b6 белая пешка · c4 чёрный слон · c3 чёрный конь | 4 |
| 3 | c8 белый король · c7 белая пешка · d7 чёрный конь · e7 чёрный король · g7 белая пешка · a6 белая пешка · b6 белая пешка · c4 чёрный слон · c3 чёрный конь | c8 белый король · c7 белая пешка · d7 чёрный конь · e7 чёрный король · g7 белая пешка · a6 белая пешка · b6 белая пешка · c4 чёрный слон · c3 чёрный конь | c8 белый король · c7 белая пешка · d7 чёрный конь · e7 чёрный король · g7 белая пешка · a6 белая пешка · b6 белая пешка · c4 чёрный слон · c3 чёрный конь | c8 белый король · c7 белая пешка · d7 чёрный конь · e7 чёрный король · g7 белая пешка · a6 белая пешка · b6 белая пешка · c4 чёрный слон · c3 чёрный конь | c8 белый король · c7 белая пешка · d7 чёрный конь · e7 чёрный король · g7 белая пешка · a6 белая пешка · b6 белая пешка · c4 чёрный слон · c3 чёрный конь | c8 белый король · c7 белая пешка · d7 чёрный конь · e7 чёрный король · g7 белая пешка · a6 белая пешка · b6 белая пешка · c4 чёрный слон · c3 чёрный конь | c8 белый король · c7 белая пешка · d7 чёрный конь · e7 чёрный король · g7 белая пешка · a6 белая пешка · b6 белая пешка · c4 чёрный слон · c3 чёрный конь | c8 белый король · c7 белая пешка · d7 чёрный конь · e7 чёрный король · g7 белая пешка · a6 белая пешка · b6 белая пешка · c4 чёрный слон · c3 чёрный конь | 3 |
| 2 | c8 белый король · c7 белая пешка · d7 чёрный конь · e7 чёрный король · g7 белая пешка · a6 белая пешка · b6 белая пешка · c4 чёрный слон · c3 чёрный конь | c8 белый король · c7 белая пешка · d7 чёрный конь · e7 чёрный король · g7 белая пешка · a6 белая пешка · b6 белая пешка · c4 чёрный слон · c3 чёрный конь | c8 белый король · c7 белая пешка · d7 чёрный конь · e7 чёрный король · g7 белая пешка · a6 белая пешка · b6 белая пешка · c4 чёрный слон · c3 чёрный конь | c8 белый король · c7 белая пешка · d7 чёрный конь · e7 чёрный король · g7 белая пешка · a6 белая пешка · b6 белая пешка · c4 чёрный слон · c3 чёрный конь | c8 белый король · c7 белая пешка · d7 чёрный конь · e7 чёрный король · g7 белая пешка · a6 белая пешка · b6 белая пешка · c4 чёрный слон · c3 чёрный конь | c8 белый король · c7 белая пешка · d7 чёрный конь · e7 чёрный король · g7 белая пешка · a6 белая пешка · b6 белая пешка · c4 чёрный слон · c3 чёрный конь | c8 белый король · c7 белая пешка · d7 чёрный конь · e7 чёрный король · g7 белая пешка · a6 белая пешка · b6 белая пешка · c4 чёрный слон · c3 чёрный конь | c8 белый король · c7 белая пешка · d7 чёрный конь · e7 чёрный король · g7 белая пешка · a6 белая пешка · b6 белая пешка · c4 чёрный слон · c3 чёрный конь | 2 |
| 1 | c8 белый король · c7 белая пешка · d7 чёрный конь · e7 чёрный король · g7 белая пешка · a6 белая пешка · b6 белая пешка · c4 чёрный слон · c3 чёрный конь | c8 белый король · c7 белая пешка · d7 чёрный конь · e7 чёрный король · g7 белая пешка · a6 белая пешка · b6 белая пешка · c4 чёрный слон · c3 чёрный конь | c8 белый король · c7 белая пешка · d7 чёрный конь · e7 чёрный король · g7 белая пешка · a6 белая пешка · b6 белая пешка · c4 чёрный слон · c3 чёрный конь | c8 белый король · c7 белая пешка · d7 чёрный конь · e7 чёрный король · g7 белая пешка · a6 белая пешка · b6 белая пешка · c4 чёрный слон · c3 чёрный конь | c8 белый король · c7 белая пешка · d7 чёрный конь · e7 чёрный король · g7 белая пешка · a6 белая пешка · b6 белая пешка · c4 чёрный слон · c3 чёрный конь | c8 белый король · c7 белая пешка · d7 чёрный конь · e7 чёрный король · g7 белая пешка · a6 белая пешка · b6 белая пешка · c4 чёрный слон · c3 чёрный конь | c8 белый король · c7 белая пешка · d7 чёрный конь · e7 чёрный король · g7 белая пешка · a6 белая пешка · b6 белая пешка · c4 чёрный слон · c3 чёрный конь | c8 белый король · c7 белая пешка · d7 чёрный конь · e7 чёрный король · g7 белая пешка · a6 белая пешка · b6 белая пешка · c4 чёрный слон · c3 чёрный конь | 1 |
|   | a | b | c | d | e | f | g | h |   |

Это один из наиболее известных этюдов Русинека, фантастический по замыслу и виртуозный по оформлению идеи.

1. a7! (1. b7? Кb5, и мат следующим ходом. 1. Крb7? Сd5+ с быстрым матом) Сa6+

2. b7 Кe4

3. g8К+! Крe8

4. Кf6+! Ке:f6

5. a8С!! (единственный способ предотвратить 5…Кd5 с неизбежным матом)  Кe5!

6. Крb8 Кc6+

7. Крc8 Сf1

8. b8Л!! (не спасает 8. b8К? Кe7+ 9. Крb7 Сg2+) Сa6+

9. Лb7 Кe4 пат

Лёгкая конструкция, три превращения в разные слабые фигуры, замурование и пат со связкой делают этот этюд уникальным.

## Труды Русинека

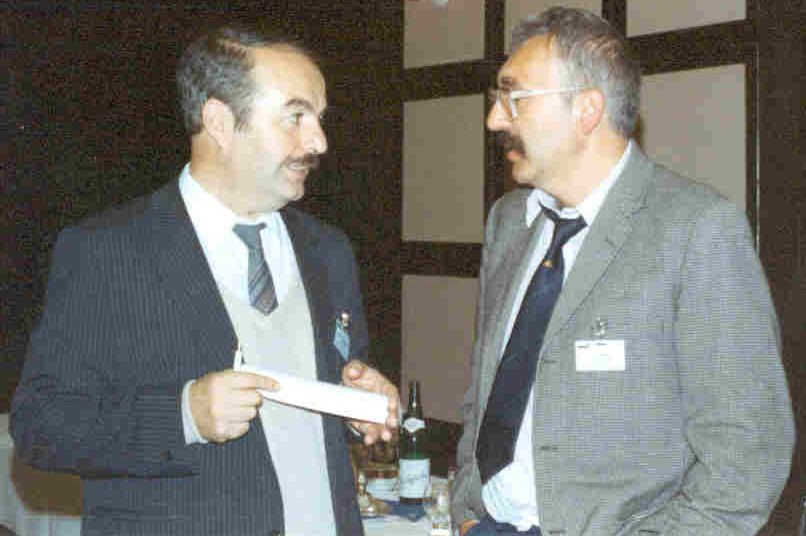
Давид Гургенидзе и Ян Русинек на конгрессе PCCC в Братиславе, 1993

### Книги
- Mały słownik kompozycji szachowej. RSW «Praza-Książka-Ruch» Młodzieżowa Agencja Wydawnicza, Warszawa, 1986.
- Władysław Rosolak, Jan Rusinek. Najpięknniejsze polskie miniatury. RSW «Praza-Książka-Ruch» Młodzieżowa Agencja Wydawnicza, Warszawa, 1986.
- Siła «slabych» promocji. RSW «Praza-Książka-Ruch» Młodzieżowa Agencja Wydawnicza, Warszawa, 1987.
- Wspólne idee. Kompozycja — gra praktyczna. RSW «Praza-Książka-Ruch» Młodzieżowa Agencja Wydawnicza, Warszawa, 1987.
- Jan Rusinek, Piotr Ruszczyński. 64 Polish Chess Compositions. 1989.
- Sto kompozycji szachowych. Wydawnictwo Literackie i Medyczne Aula Medycyna, Podkowa Leśna, 1991. ISBN 83-85275-02-9.

### Статьи
- Stalemate by pinning in the middle of the board. EG No. 51 (June 1978).
- Studies in the FIDE Album 1986-88. EG No. 105 (May 1992).
- Grzegorz Grzeban, 1902—1991. EG No. 106 (October 1992).